# Oebalus pugnax
Oebalus pugnax är en insektsart som först beskrevs av Fabricius 1775.  Oebalus pugnax ingår i släktet Oebalus och familjen bärfisar.

## Underarter
Arten delas in i följande underarter:
- O. p. pugnax
- O. p. torrida